# Cézac (Lot)
Cézac település Franciaországban, Lot megyében. Lakosainak száma 178 fő (2022. január 1.). Cézac Labastide-Marnhac, Villesèque, Barguelonne-en-Quercy, Lendou-en-Quercy, Castelnau-Montratier és Pern-Lhospitalet községekkel határos.

## Népesség
A település népességének változása:
| Lakosok száma | 137  | 146  | 144  | 160  | 199  | 180  | 168  | 165  | 169  | 178  |
|               | 1968 | 1982 | 1990 | 2006 | 2013 | 2015 | 2017 | 2019 | 2020 | 2022 |